# Filip Neriusz
Filip Neriusz, Filip Nereusz – podwójne imię męskie, spotykane również w formie przestawnej, nadawane na cześć św. Filipa Neri, znanego też jako św. Filip Neriusz (mniej poprawnie jako Filip Nereusz, która to forma zapewne powstała przez pomieszanie nazwiska świętego z imieniem Nereusz), i szczególnie popularne w XVIII–XIX wieku.
Znane osoby noszące to imię:
- Filip Nereusz Lichocki
- Filip Nereusz Meciszewski (1786–1830) – pułkownik inżynier Wojska Polskiego Królestwa Kongresowego
- Filip Nereusz Raczyński
- Filip Romanowski, właśc. Filip Nereusz Tadeusz Romanowski
- Filip Neriusz Walter – polski chemik

Filip Neriusz, Filip Nereusz imieniny obchodzi 26 maja.